# 钗子股
钗子股（学名：Luisia morsei），为兰科钗子股属下的一个植物种。

## 延伸阅读
[在维基数据编辑]
 《欽定古今圖書集成·博物彙編·草木典·釵子股部》，出自陈梦雷《古今圖書集成》